# Relaciones España-Ecuador
Las relaciones Ecuador-España son las relaciones exteriores entre la República del Ecuador y el Reino de España. Ambos países son miembros de pleno derecho de la ABINIA, la ASALE, la AICO, la BIPM, el CAF, la CEPAL, el CERLALC, la COMJIB, la COPANT, la FELABAN, la Fundación EU-LAC, el IICA, la OEI, la OISS, la OIJ, la ONU y la SEGIB. También comparten su pertenencia al sistema de Cumbres Iberoamericanas.

## Historia

### Colonización española

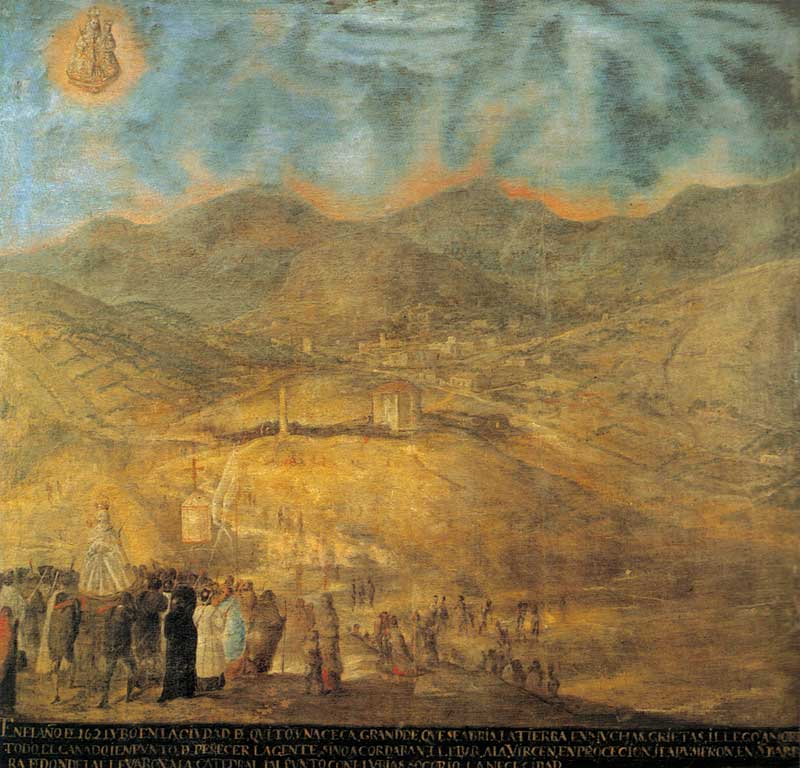
San Francisco de Quito, 1757.

Ecuador y España comparten una larga historia desde la llegada de los primeros conquistadores españoles liderados por Francisco Pizarro en 1532. En 1534, Pizarro logró superar el Imperio incaico (que se extendía entre los presentes Ecuador, Perú, Bolivia, Chile y Argentina) y reclamó el territorio para España. En 1534, las tropas españolas lucharon contra el general Rumiñahui y su ejército durante la Batalla del Monte Chimborazo en el centro de Ecuador, después de que Rumiñahui descubriera la traición española y el asesinato de su hermanastro emperador, Atahualpa. Rumiñahui incendió la capital secundaria inca (cerca de la actual Quito) y escondió el Tesoro de la Llanganatis antes de la batalla.
En 1534, los conquistadores españoles, Sebastián de Belalcázar y Diego de Almagro fundaron la ciudad de "San Francisco de Quito" en honor a Francisco Pizarro, que se construyó sobre las ruinas de la segunda capital inca. En 1542, se creó el Virreinato del Perú y el territorio del Ecuador se gobernó desde su capital en Lima y se administró a través de la Real Audiencia de Quito. En 1717, se creó el Virreinato de Nueva Granada con su capital en Bogotá y Ecuador se gobernó bajo el nuevo virreinato.

### Independencia
El 10 de agosto de 1809, Ecuador fue el primer país en América española en declarar su independencia poco después de la invasión de Napoleón a España en 1808. El movimiento de independencia se hizo conocido como la Luz de América. Inmediatamente, los rebeldes criollos de Ecuador carecieron del apoyo anticipado para su causa y devolvieron el poder a las autoridades de la corona que se volvieron brutales y castigaron severamente a los rebeldes.
En 1822, los ejércitos liderados por Simón Bolívar y Antonio José de Sucre llegaron a Ecuador y lucharon contra las tropas españolas en la Batalla de Pichincha cerca de Quito; que aseguró la independencia de Ecuador. Ecuador pronto se convirtió en parte de la Gran Colombia junto con Colombia, Venezuela y Panamá. En mayo de 1830, Ecuador se convirtió en una nación independiente después de la disolución de la Gran Colombia.

### Post independencia

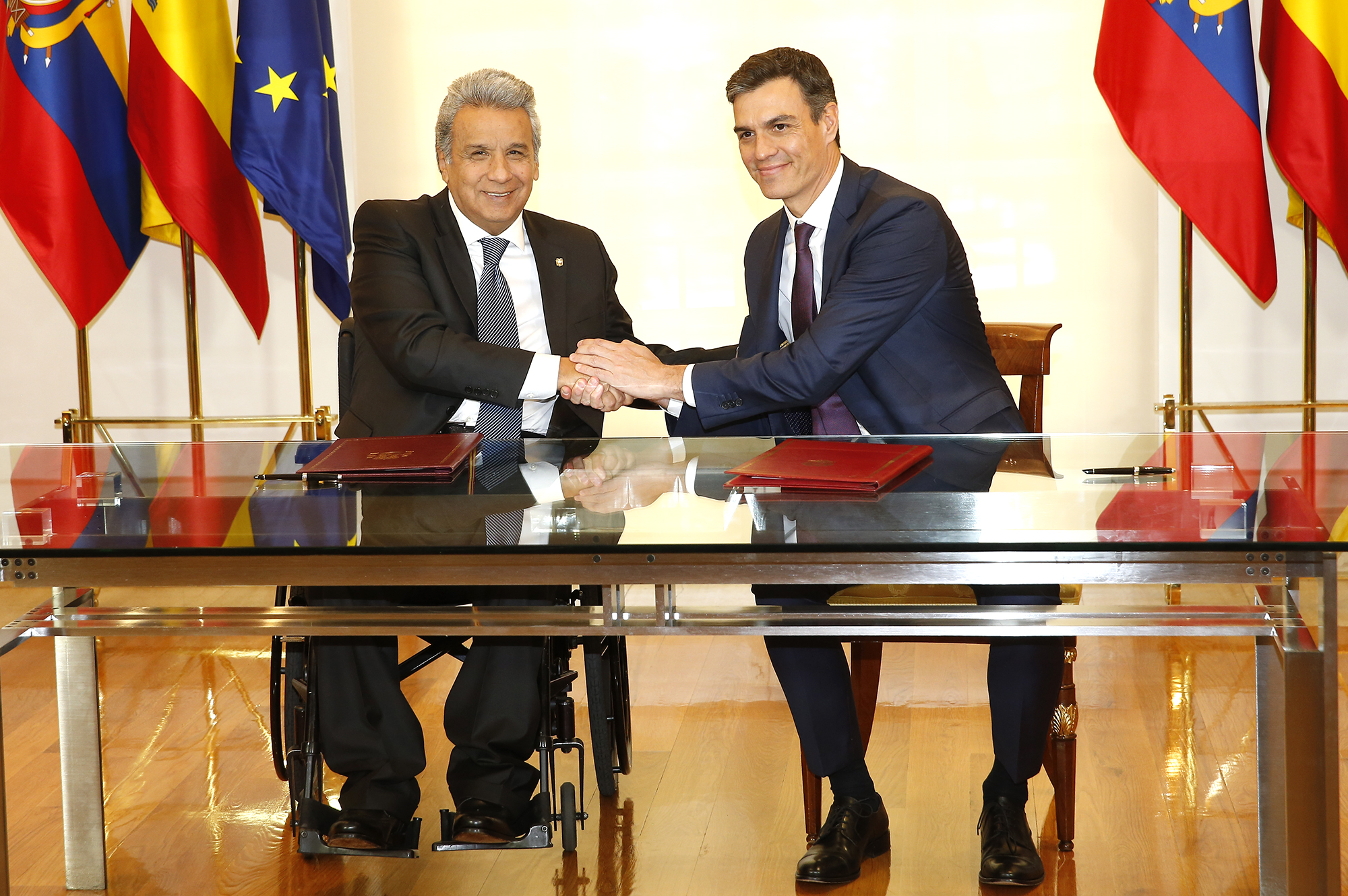
Presidente ecuatoriano Lenín Moreno y el presidente de Gobierno español Pedro Sánchez en Madrid, 2018.

En 1840, Ecuador y España establecieron relaciones diplomáticas con la firma de un Tratado de Paz y Amistad entre ambas naciones. En 1866, Ecuador declaró la guerra contra España durante la guerra hispano-sudamericana que también involucró a Bolivia, Chile y Perú. Este conflicto congelaría las relaciones bilaterales hasta la firma del Tratado de Madrid (1885).
En 1936, el escritor ecuatoriano Demetrio Aguilera Malta (miembro del Grupo de Guayaquil) estaba en España cuando estalló la guerra civil española. Aguilera escribió sobre su experiencia durante la guerra en su libro titulado Madrid: reportaje novelado de una retaguardia heroica. En mayo de 1980, los reyes españoles, Juan Carlos I y Sofía de Grecia, realizaron una visita oficial a Ecuador, su primera y única visita al país.
Actualmente, España es el segundo país que más invierte en Ecuador. En el primer trimestre de 2020, los emprendimientos españoles invirtieron 49,4 millones de dólares y ambos países mantienen relaciones buenas y productivas.

## Migración
En 2013, había 456,000 ciudadanos ecuatorianos viviendo en España. Muchos de los ecuatorianos en España llegaron en la década de 1990 durante la crisis financiera de Ecuador que llevó al país a adoptar el dólar estadounidense. En 2013, 21,000 ciudadanos españoles residían en Ecuador. Entre 2008 y 2015, 35,000 ciudadanos españoles llegaron a Ecuador, de los cuales 36% nacieron en España y 62% eran ciudadanos españoles de origen ecuatoriano.

## Relaciones bilaterales
A lo largo de los años, ambas naciones han firmado varios acuerdos y tratados, como un Acuerdo sobre la doble nacionalidad (1964); Acuerdo de Cooperación Técnica (1971); Acuerdo de turismo (1971); Acuerdo de transporte aéreo (1974); Acuerdo de Cooperación Cultural (1974); Acuerdo sobre Cooperación de Energía Atómica para Fines Pacíficos (1977); Tratado de Extradición (1989); Acuerdo para evitar la doble imposición (1991); Acuerdo sobre Migración (2001); Acuerdo sobre el reconocimiento de la licencia de conducir emitido por ambas naciones (2003) y un acuerdo sobre la participación de ciudadanos que residen legalmente en Ecuador o España para participar en las elecciones locales (2009).

## Transporte
Hay vuelos directos entre ambas naciones con Air Europa e Iberia.

## Relaciones económicas
En 2017, el comercio entre Ecuador y España ascendió a €256 millones de euros. Las principales exportaciones de Ecuador a España incluye: conservas de atún, camarón, flores, pescado congelado y banano. Las principales exportaciones de España a Ecuador son los bienes de equipo e insumos industriales; agroalimenta (pescados congelados) y bienes de consumo. En 2016, las inversiones españolas en Ecuador totalizaron $626 millones de dólares. Empresas multinacionales españolas como Repsol, Mapfre y Telefónica operan en Ecuador.

## Misiones diplomáticas residentes
- Ecuador tiene una embajada en Madrid y consulados-generales en Alicante, Barcelona, Málaga, Murcia, Palma de Mallorca y en Valencia.[14]
- España tiene una embajada en Quito y un consulado-general en Guayaquil.[15]

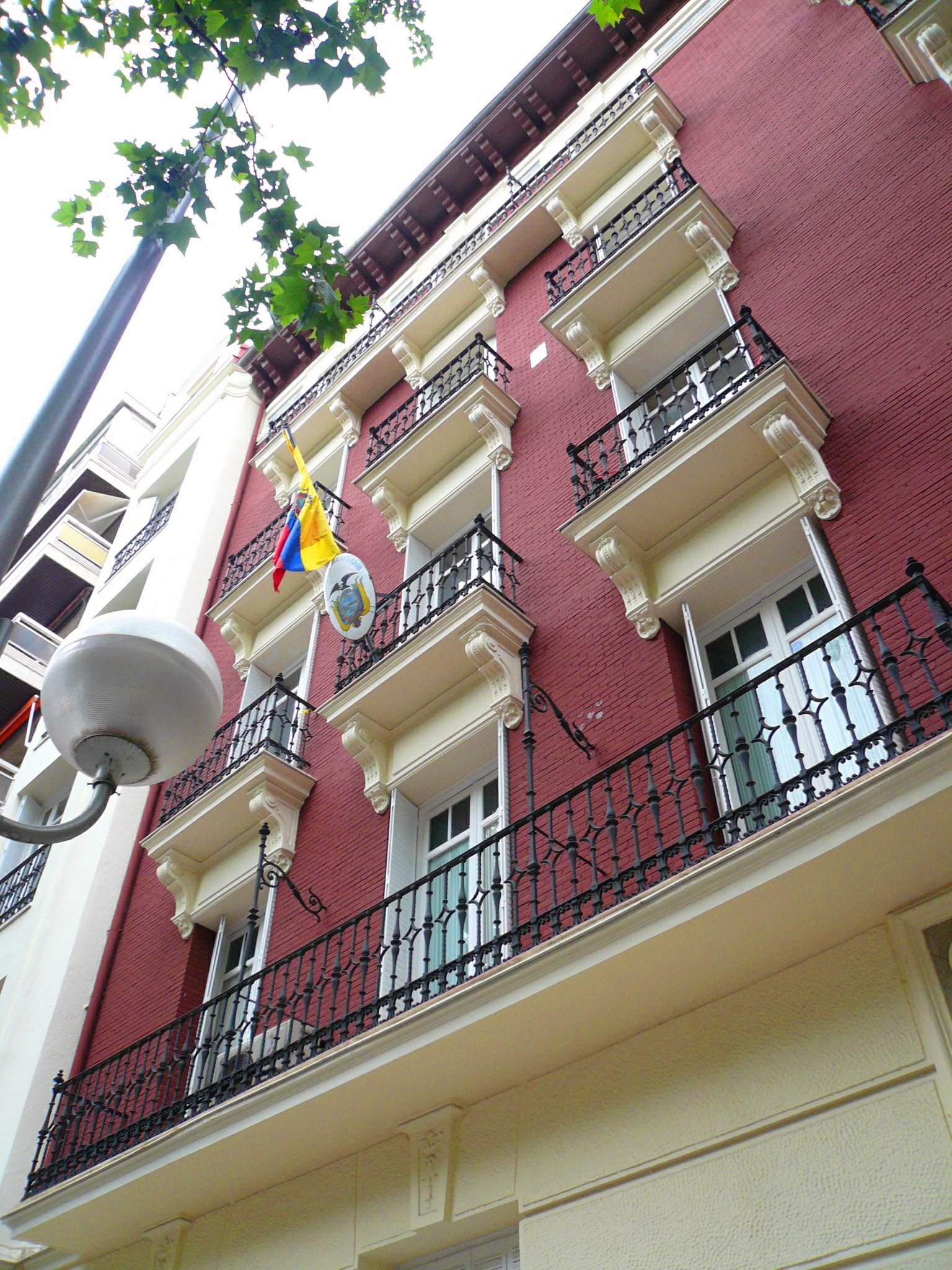
Embajada de Ecuador en Madrid.
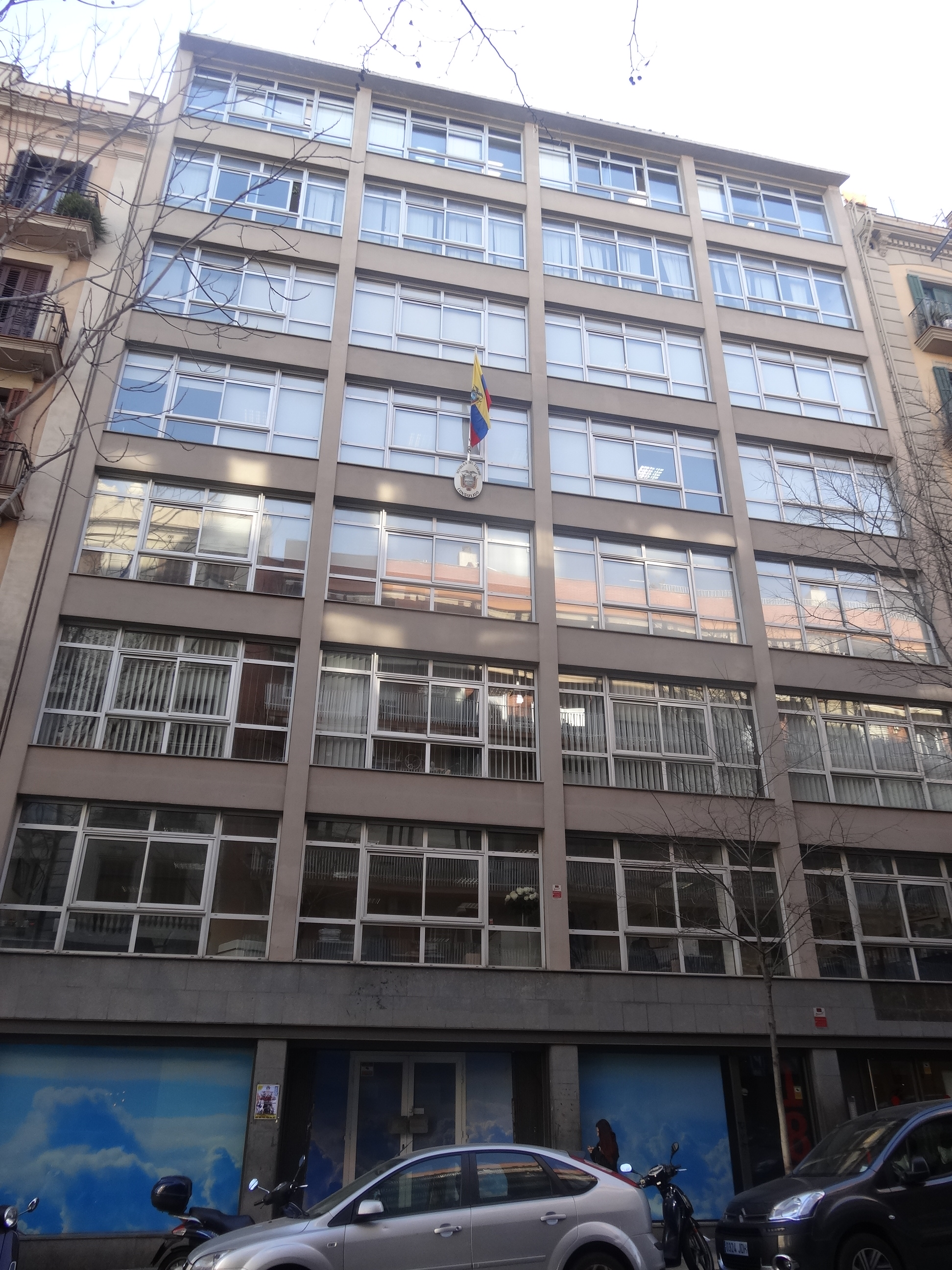
Consulado-General del Ecuador en Barcelona.